# Panca Arga
Panca Arga is een bestuurslaag in het regentschap Asahan van de provincie Noord-Sumatra, Indonesië. Panca Arga telt 1777 inwoners (volkstelling 2010).